# Badlishah di Kedah
Badlishah Ibni al-Marhum Sultan Abdul Hamid Halim Shah (Alor Setar, 17 marzo 1894 – Alor Setar, 13 luglio 1958) è stato sultano di Kedah dal 1943 al 1958.

## Biografia
Badlishah di Kedah nacque ad Alor Setar il 17 marzo 1894 ed era il settimo figlio del sultano Abdul Hamid Halim. Sua madre era Tunku Nai Sofiah binti Tunku Nai Haji Hassan. Venne educato alla Jalan Bahru Malay School di Alor Setar, al Topeat College for Royal Pages e al King's College di Bangkok e al Wadham College di Oxford.
Venne adottato del re del Siam Vajiravudh. Nel 1921 entrò nel servizio civile siamese e servì con consigliere del Ministero degli interni di Bangkok dal 1921 al 1925. L'anno successivo tornò in patria e venne assunto nel servizio civile locale. Fino al 1935 lavorò come tesoriere di Stato. Il 7 marzo 1935 venne nominato erede apparente con il titolo di Raja Muda. Dal 5 dicembre 1937 servì come reggente del Kedah.
Il 15 maggio 1943, qualche giorno dopo la morte del padre, venne proclamato sultano. Il 20 agosto 1943 fu deposto dai giapponesi che cedettero il sultanato al Siam il 18 ottobre successivo, come parte dell'accordo che aveva consentito ai nipponici di invadere la penisola malese passando dal territorio siamese. Il sultanato venne rinominato Saiburi Samak e posto sotto l'autorità di un governatore. Venne restaurato al ritorno degli inglesi l'8 settembre 1945. 
Morì per insufficienza cardiaca presso l'Ospedale generale di Alor Setar il 13 luglio 1958. È sepolto nel mausoleo reale Langgar.

## Vita personale
Badlishah si sposò sicuramente due volte. Il suo primo matrimonio fu quello con Tunku Sofiah Binti Tunku Mahmud celebrato nel 1924. Tunku Sofia morì nel 1934 per le conseguenze di un incidente stradale. Da questa unione nacquero:
- Tunku Abdul Hamid (nato nel 1925, morto giovane);
- Tunku Hamidah (22 settembre 1926 - 4 novembre 2015);
- Tunku Abdul Halim (28 novembre 1927 - 11 settembre 2017);
- Tunku Abdul Malik (24 settembre 1929 - 21 settembre 2015);
- Tunku Sakina (13 novembre 1930);
- Tunku Mansur (29 dicembre 1932 - 18 agosto 1934).

L'altro matrimonio certo del sultano Badlishah fu quello con Tunku Asmah Ibni Almarhum Sultan Badrul Alam Shah (1917 - 1996), una principessa del Terengganu. Servì come sultana di Kedah e diede alla luce:
- Tunku Hosnah (nato il 25 gennaio 1938);
- Tunku Annuar (30 giugno 1939 - 21 maggio 2014);
- Tunku Mahmud Sallehuddin (nato il 30 aprile 1942);
- Tunku Bisharah (nato il 18 ottobre 1943);
- Tunku Badriatul Jamal (nato il 1º settembre 1947);
- Tunku Kamaliah (nato il 6 giugno 1949);
- Tunku Nafisah (nato il 20 giugno 1949);
- Tunku Abdul Hamid Thani (nato il 18 giugno 1951).

Secondo alcune fonti il sovrano prese in moglie un'altra donna nel periodo intercorso tra le due nozze certe.